# Witold Skalski
Witold Skalski (ur. 28 listopada 1879 w Podmojscach, zm. 25 lipca 1961 w Poznaniu) – profesor Akademii Handlowej w Poznaniu.

## Życiorys

### Życie prywatne
Był synem Leopolda, właściciela ziemskiego oraz Stefanii z Kiernickich. Od 1906 był żonaty ze Stefanią Heleną z Furmankiewiczów (1886–1980), z którą miał dzieci: Jadwigę (ur. 1907), Mariana (1910–1941), Jerzego (ur. 1913) i Barbarę (1933–2016). Zmarł 25 lipca 1961 w Poznaniu. Pochowany w grobie rodzinnym na cmentarzu komunalnym Junikowo (pole 17-3).

### Wykształcenie, praca zawodowa i aktywność naukowa
W 1899 ukończył VIII klasę i zdał egzamin dojrzałości w C. K. Gimnazjum Arcyksiężniczki Elżbiety w Samborze (w jego klasie byli m.in. Feliks Godowski, Stanisław Michałowski). Ukończył w 1904 studia na Wydziale Prawa Uniwersytetu Lwowskiego, a następnie odbył studia uzupełniające w akademii handlowej w Wiedniu. Pracował w latach 1905–1909 w Galicyjskim Banku Krajowym, a przez dalsze 10 lat wykładał w Akademii Handlowej w Krakowie. Był zastępcą naczelnika wydziału rolnictwa Polskiej Komisji Likwidacyjnej w 1918 roku. Przeniósł się w niepodległej Polsce do Poznania, gdzie był początkowo zatrudniony w Ministerstwie byłej Dzielnicy Pruskiej, a następnie został prokurentem w centrali Banku Przemysłowców w Poznaniu. W latach 1921–1923 kierował w Rotterdamie oddziałem tegoż banku. Powrócił do kraju w 1923 i w szkolnictwie handlowym poświęcił się pracy pedagogicznej. Dyrektor zorganizowanego przez siebie Liceum Handlowego przy Izbie Przemysłowo–Handlowej w Bydgoszczy w latach 1923–1931, a związał się na stałe od 1928 z Wyższą Szkołą Handlową (później Akademią Handlową) w Poznaniu. Objął w 1931 kierownictwo Katedry Rachunkowości i Analizy Bilansów, pierwszej o charakterze stałym na tej uczelni, a także pierwszej tego typu w Polsce. Profesor nadzwyczajny w 1934, a w 1938 zwyczajny - pierwszy w Polsce. Pełniąc w latach 1936–1938 zastępczo funkcje jej dyrektora położył wielkie zasługi dla rozwoju tej uczelni, a po utworzeniu w 1938 Akademii Handlowej prorektora. Wybrany rektorem w czerwcu 1939. Przebywał w Warszawie w latach okupacji niemieckiej i pracował tam w Radzie Głównej Opiekuńczej. Wywieziony w sierpniu 1944 do obozu koncentracyjnego w Buchenwaldzie, gdzie przebywał do zakończenia wojny. Po powrocie do Poznania objął ponownie kierownictwo Katedry Rachunkowości w Akademii Handlowej (następnie w WSE). W 1954 otrzymał tytuł doktora nauk. Z kierownictwa Katedry zrezygnował w 1956, ale włączał się nadal w ważniejsze przejawy życia uczelni. Uczestniczył w pracach wielu instytucji naukowych i społeczno-gospodarczych, jako współorganizator i honorowy przewodniczący Oddziału Poznańskiego Stowarzyszenia Księgowych w Polsce, członek Polskiego Towarzystwa Ekonomicznego itd. Wykształcił wielu ekonomistów pracowników nauki i gospodarki.

### Charakterystyka dorobku naukowego
Jego dorobek naukowy i naukowo-dydaktyczny obejmuje liczne prace z zakresu rachunkowości oraz analizy działalności przedsiębiorstw, jak również problematyki bankowości i handlu. Do ważniejszych można zaliczyć: Znaczenie księgi głównej w księgowości podwójnej (1928), Zasady inwentaryzowania i bilansowania w przedsiębiorstwach handlowych i przemysłowych - państwowych, spółdzielczych i prywatnych (wyd. 7 1947), Ocena działalności przedsiębiorstw na podstawie zamknięć rachunkowych (wyd. 6 1947). Najaktywniejszą działalność publicystyczno-naukową prowadził w okresie międzywojennym. Jego prace stanowiły nieocenioną pomoc w edukacji rachunkowości. Jest uznawany za prekursora analizy działalności gospodarczej przedsiębiorstw.
Był encyklopedystą. Został wymieniony w gronie edytorów trzytomowej Podręcznej encyklopedii handlowej wydanej w 1931 w Poznaniu .

## Ordery i odznaczenia
- Krzyż Kawalerski Orderu Odrodzenia Polski (28 września 1954)[14]
- Złoty Krzyż Zasługi (28 czerwca 1939)[15]
- Medal 10-lecia Polski Ludowej (1955)